# یواس‌اس بارتا (ای‌ان-۴۱)
یواس‌اس بارتا (ای‌ان-۴۱) (به انگلیسی: USS Baretta (AN-41)) یک کشتی بود که طول آن 194' 7" بود. این کشتی در سال ۱۹۴۳ ساخته شد.